# Cincinnati Open (doppio misto)
Questo è un elenco delle finali del doppio misto del Cincinnati Open. 
Albo d'oro tratto dal libro From Club Court to Center Court.
| Anno       | Vincitori                              | Finalisti                         | Punteggio         |
| ---------- | -------------------------------------- | --------------------------------- | ----------------- |
| 1899       | Winona Closterman (1) Robert Mitchell  | Maud Banks John Hammond           | vittoria in 3 set |
| 1900       | Non disputato                          | Non disputato                     | Non disputato     |
| 1901       | Marion Jones Raymond D. Little (1)     | Kreigh Collins Carrie Neely       | 6–2, 6–2          |
| 1902       | Winona Closterman (2) Ernest Diehl     | Lilly Wilshire William Hunt       | 9–7, 6–2          |
| 1903       | Carrie Neely Nat Emerson               | Winona Closterman Ernest Diehl    | 6–2, 1–6, 10–8    |
| 1904       | Winona Closterman (3) Robert LeRoy     | Myrtle McAteer Dr T.W. Stephens   | 6–3, 6–4          |
| 1905       | May Sutton (1) Raymond Little (2)      | Helen Homans Robert LeRoy         | 7–5, 7–5          |
| 1906       | May Sutton (2) A.C. Way                | Florence Sutton Josiah Belden     | 7–5, 6–2          |
| 1907       | May Sutton (3) Irving Christian Wright | Marjorie Dodd Robert LeRoy        | walkover          |
| 1908       | Helen McLaughlin Karl Little           | Ruth Kinsey William Hopple        | 6–3, 6–4          |
| 1909       | Edith Hannam Lincoln Mitchell          | Louise Root Nat Thornton          | 6–3, 6–2          |
| 1910       | Jane Craven Trux Emerson               | Martha Kinsey P. Lincoln Mitchell | 6–1, 6–3          |
| 1911– 1913 | Non disputato                          | Non disputato                     | Non disputato     |
| 1914       | I.W. Pugh J.C. Mackrell                | Katharine Brown Albrecht Kipp     | 6–2, 6–1          |
| 1915– 1917 | Non disputato                          | Non disputato                     | Non disputato     |
| 1918       | Torneo sospeso                         | Torneo sospeso                    | Torneo sospeso    |
| 1919– 1930 | Non disputato                          | Non disputato                     | Non disputato     |
| 1931       | Clara L. Zinke Karl Kamrath            | Josephine Gray J. Gilbert Hall    | 7–5, 6–3          |
| 1932– 1941 | Non disputato                          | Non disputato                     | Non disputato     |
| 1942       | Peggy Welsh Bill Vogt                  | Catherine Wolf J. Gilbert Hall    | 3–6, 6–2, 6–1     |